# Шантпер'є
Шантпер'є (фр. Chantepérier) — муніципалітет у Франції, у регіоні Овернь-Рона-Альпи, департамент Ізер. Шантпер'є утворено 1 січня 2019 року шляхом злиття муніципалітетів Шантлув i Ле-Пер'є. Адміністративним центром муніципалітету є Шантлув. Населення — 206 осіб (01.01.2021).